# James C. Renick
James Carmichael Renick (Rockford (Illinois), 1948 - 3 de enero de 2021) fue un académico estadounidense que se desempeñó como rector de la Universidad de Míchigan y de la Universidad Estatal Técnica y Agrícola de Carolina del Norte. Renick se desempeñó también como Rector y Vicepresidente de Asuntos Académicos en la Jackson State University en Jackson, Misisipi. Renunció a este cargo el 5 de octubre de 2015.

## Carrera
Renick nació en Rockford, Illinois y recibió su licenciatura de la Universidad Central State en 1970.  Renick luego pasaría a recibir una Maestría en Trabajo Social de la Universidad de Kansas en 1972, y un Doctorado en Filosofía en Gobierno/Administración Pública de la Universidad Estatal de Florida en 1980. Al principio de su carrera, Renick fue el presidente educativo fundador del programa Executive Fellows en la Universidad del Sur de Florida, además de servir como director del programa de administración pública. También ocuparía cargos docentes en la Universidad de West Florida y la Universidad George Mason antes de ser nombrado cuarto rector de la Universidad de Míchigan-Dearborn en 1993.
Mientras estuvo en la Universidad de Míchigan, las principales iniciativas de Renick fueron mejorar la relación entre la universidad y la comunidad local, además de solidificar el apoyo externo para la universidad y expandir los usos de la tecnología de la información para mejorar la enseñanza y el aprendizaje. Bajo el liderazgo de Renick, la matrícula universitaria aumentó a niveles récord, se introdujeron nuevos programas de grado y se obtuvieron $25 millones a través de una campaña de capital en toda la universidad. La universidad también pudo obtener fondos del estado de Míchigan para la construcción de cuatro nuevas instalaciones importantes para la Escuela de Ingeniería, la Facultad de Negocios, el Centro de Desarrollo Corporativo y Profesional y la Facultad de Artes, Ciencias y Letras.
El 15 de julio de 1999, Renick asumió el cargo de rector de la Universidad Estatal Técnica y Agrícola de Carolina del Norte. El 20 de abril de 2000 fue instalado como noveno rector de la universidad. Durante la administración de Renick, la universidad experimentó una inscripción récord, se agregó una nueva infraestructura de campus a la planta física, además del establecimiento de una campaña de capital de $ 100 millones.
Renick dejaría North Carolina A&T en 2006 para ocupar el puesto de vicepresidente en el American Council on Education. Después de su salida de la universidad, Renick, junto con la directora del programa universitario Anna Huff, fueron acusados de hacer un mal uso de más de 500.000 dólares en subvenciones proporcionadas por Pepsi y la Oficina de Investigación Naval. Según una auditoría realizada, $ 380,000 de fondos de Pepsi se asignaron al fondo discrecional de Renick debido a un malentendido de la política de venta. Los resultados de la auditoría mostraron que los fondos, que aunque se utilizaron de forma inapropiada, de hecho se utilizaron para el bien de la universidad; por lo tanto, ni Huff ni Renick infringieron ninguna ley.

### Premios
- Recibió el premio ejemplar al servicio público.
- Medallón del presidente de la Universidad de Míchigan.

## Vida personal
Renick estaba casado con Peggy O. Gadsden originaria de Pensacola, Florida. Tuvieron una hija, Karinda, que se graduó del alma mater de su padre. En 2014, Renick se inició como masón de Prince Hall en TC Almore # 242 F&AM PHA en Jackson, MS. Falleció el 3 de enero de 2021 a causa de la esclerosis lateral amiotrófica (ELA) que padecía a la edad de setenta y dos años.